# Онанья Феофилатович
Онанья Феофилатович (Ананья Феофилактович) (ум. сентябрь 1256 г.) — новгородский посадник в между 1243 и 1255—1255 гг.

## Посадничество
О посадничестве Онаньи существует мало известий. Согласно спискам новгородских посадников, он идёт следом за Сбыславом Якуновичем, однако неизвестно когда он начал посадничать. В летописи отражено лишь пребывание на этой должности до 1255 г. В этом году в Новгороде случилось восстание против Александра Невского и результатом примирения сторон стало смещение Онаньи с посадничества. Вместо Онаньи посадником стал Михалко Степанич. В сентябре 1256 г. Онанья умирает.